# Liste der Monuments historiques in La Norville
Die Liste der Monuments historiques in La Norville führt die Monuments historiques in der französischen Gemeinde La Norville auf.

## Liste der Bauwerke
| Bezeichnung     | Beschreibung | Standort | Kennzeichnung | Schutzstatus | Datum | Bild |
| --------------- | ------------ | -------- | ------------- | ------------ | ----- | ---- |
| Kirche St-Denis |              | (Lage)   | PA00087982    | Inscrit      | 1952  |      |

## Liste der Objekte
- Monuments historiques (Objekte) in La Norville in der Base Palissy des französischen Kultusministeriums